# Ломовцев, Дмитрий Леонтьевич
Дмитрий Леонтьевич Ломовцев (7 ноября 1908, Пермь — 17 апреля 1958, Киев) — советский военный летчик и военачальник, полковник.

## Биография
Родился 7 ноября 1908 года. 
Участник Великой Отечественной войны с первых дней. 
Был командиром 167-го (617-го) гвардейского штурмового авиаполка, заместителем командира 10-й (291) Воронежско-Киевской Краснознаменной орденов Суворова и Кутузова гвардейской штурмовой авиационной дивизии. За свою внешнюю схожесть и схожесть характером с Александром Суворовым имел прозвище «Суворов». Летал на именном самолете Ил-2 «Александр Суворов» на фюзеляже которого был нарисован портрет Суворова.
Отличился в начале 1943 года в ходе Воронежско-Касторненской наступательной операции. В сентябре 1943 года в ходе Проскуровско-Черновицкой операции принимал участие в отвоевывании города Староконстантинова.
Умер 17 апреля 1958 года. 
Похоронен в Киеве на Лукьяновском военном кладбище. Подпись «Герой Советского Союза» памятника на могиле летчика указывает на заслуги Д. Л. Ломовцева не в прямом значении высшей государственной награды.

## Награды
Награжден тремя орденами Красного Знамени, орденом Суворова 3-й степени, орденом Отечественной войны 1-й степени и другими орденами и медалями.